# Colônias industriais da Catalunha

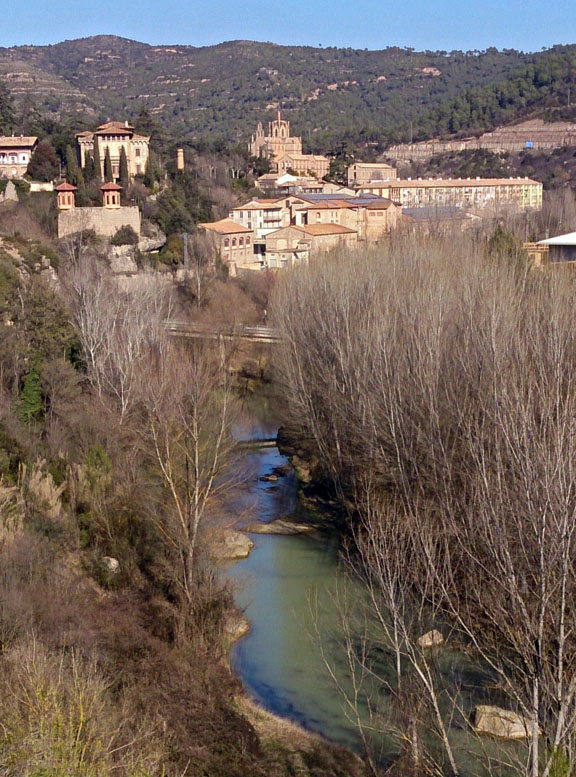
Colônia Pons e o rio Llobregat (Puig-reig)

Colônias industriais é como são conhecidas as cidades operárias na Catalunha, localizada na Espanha, havendo nesta a maior densidade de cidades operárias do mundo.

## Descrição

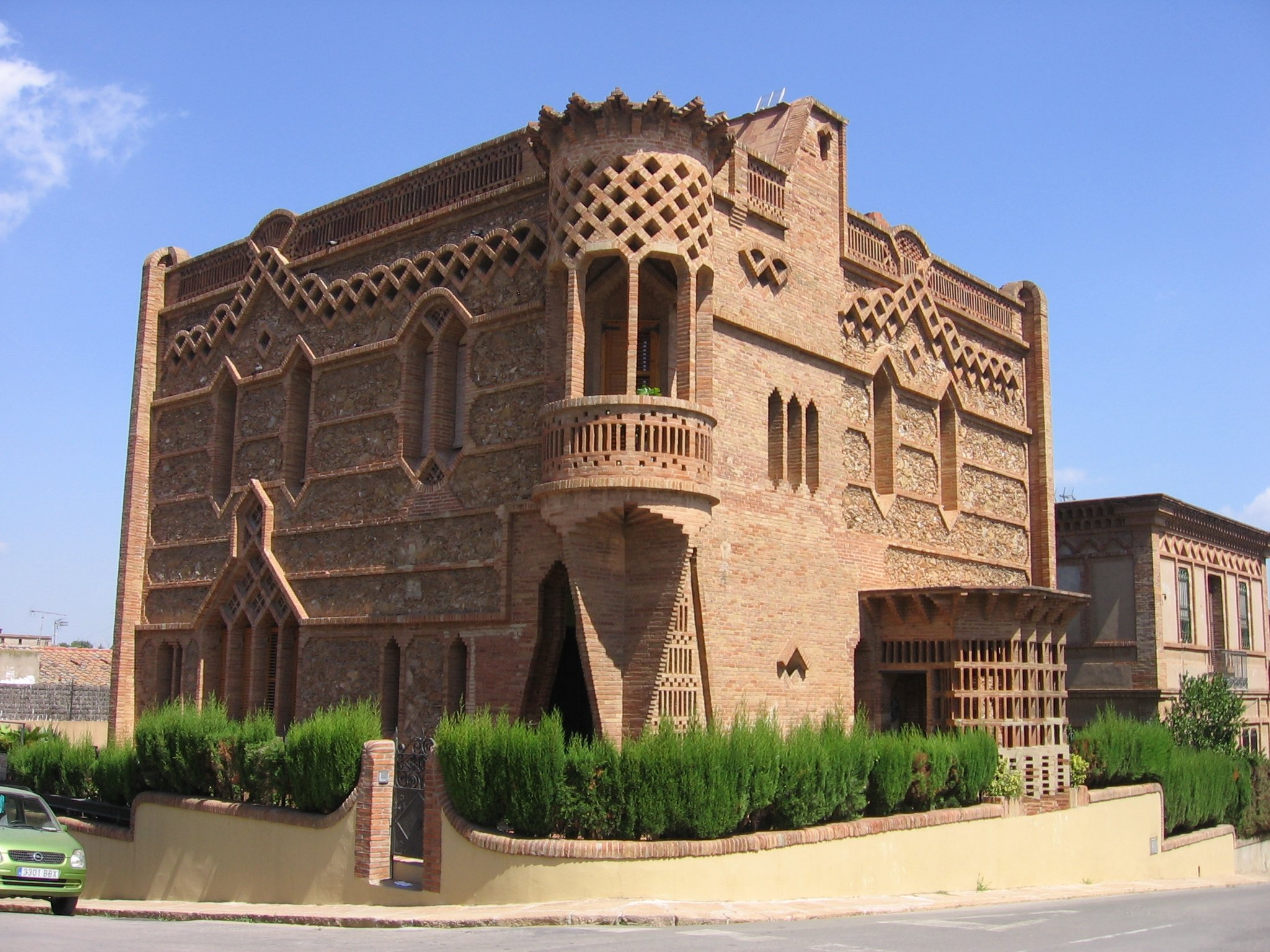
Ca l'Espinal, do arquiteto Joan Rubió na Colónia Güell (1900)

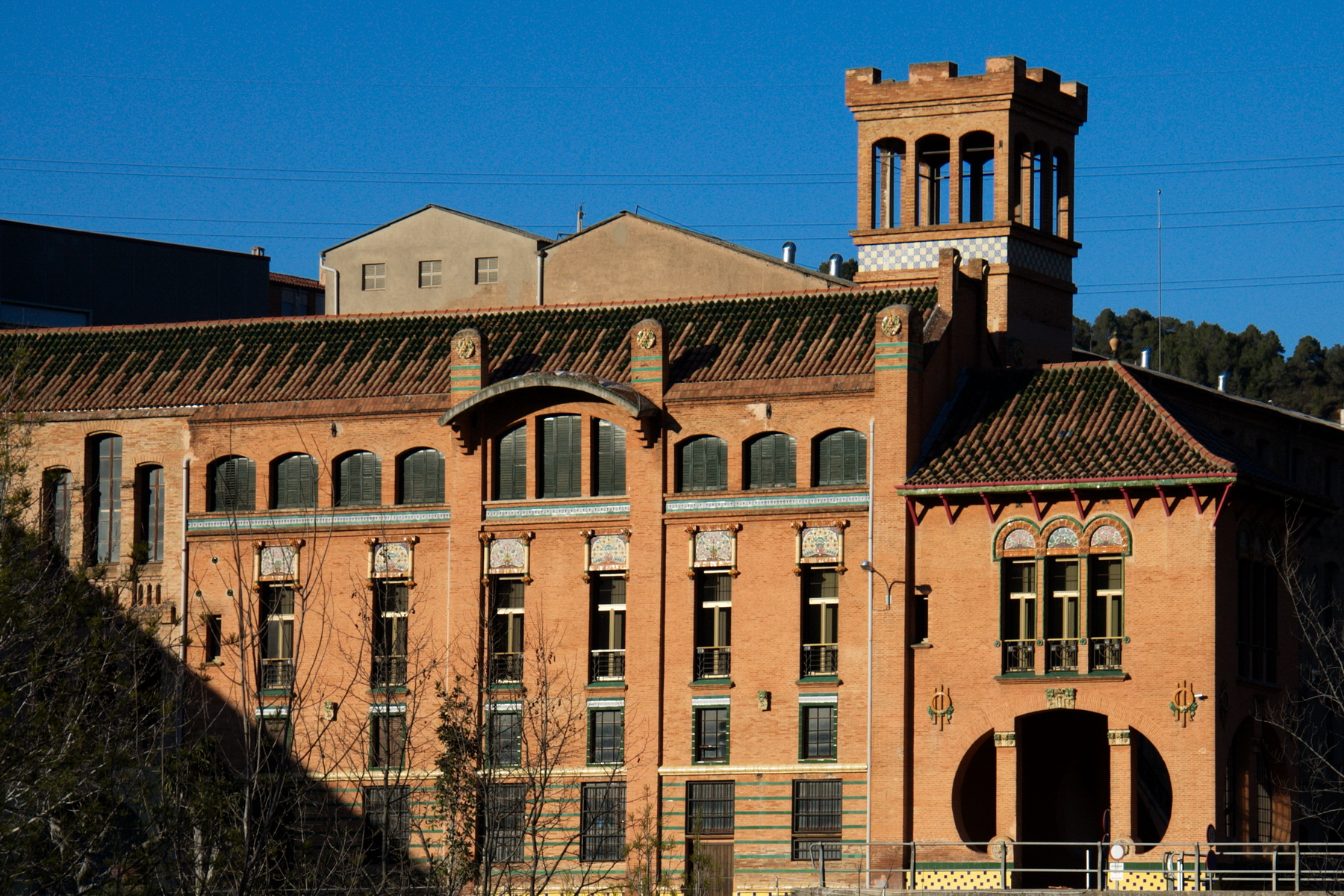
Colônia la Bauma em Castellbell i el Vilar

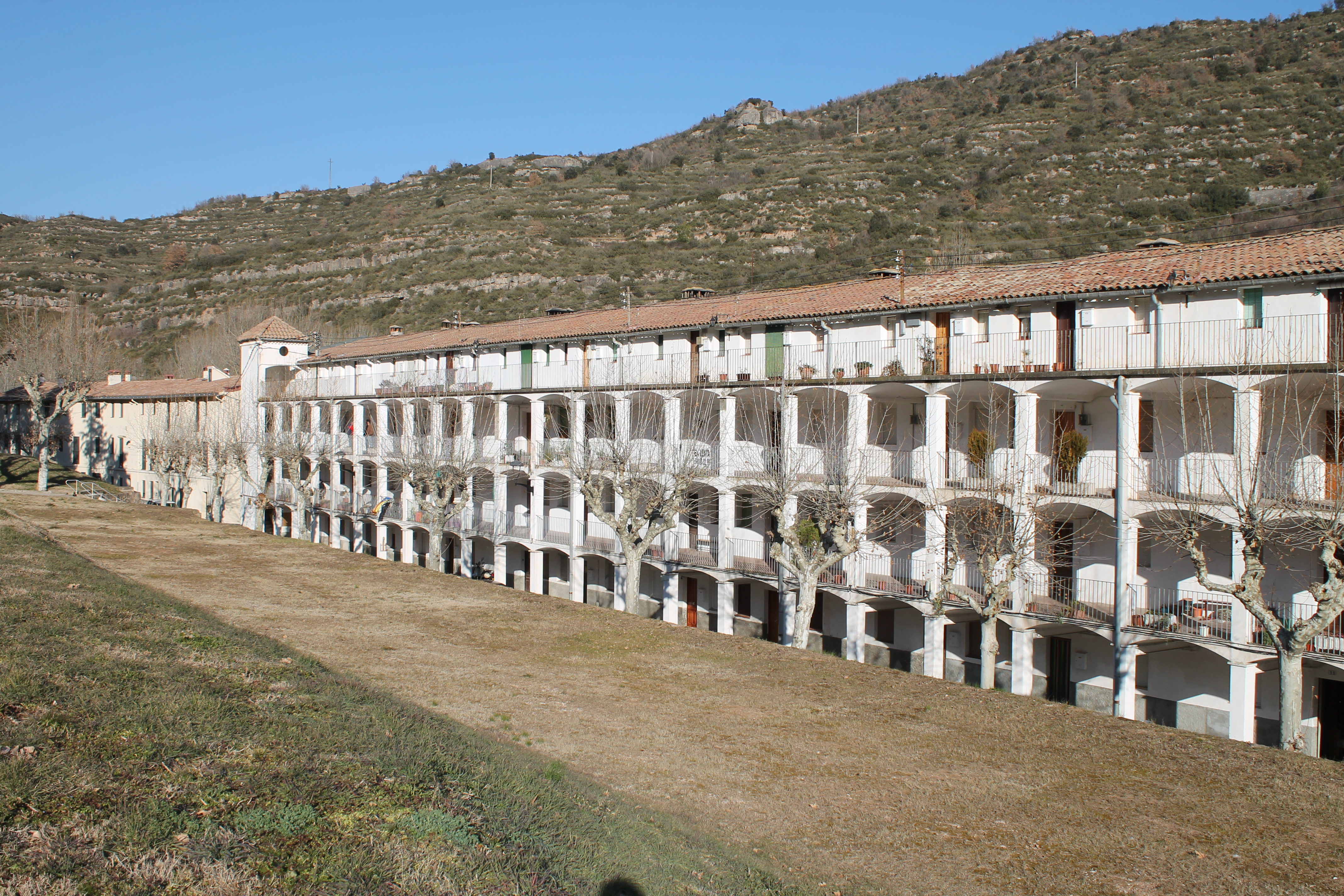
Apartamentos dos trabalhadores em El Guixaró

A Catalunha tem a maior densidade de cidades operárias, conhecidas como colônias industriais, especialmente concentradas nas bacias hidrográficas dos rios Ter e Llobregat. Em Berguedà, por exemplo, em um tramo de rio de 20 km, existem 14 colônias, enquanto o número total na Catalunha é de até 100 colônias. Estas colônias industriais são pequenas aldeias criadas em torno de uma fábrica construída em uma área rural, com uma média de 100 a 500 habitantes e, em alguns casos, até 1000 pessoas. As colônias industriais são um fenômeno típico da industrialização na Catalunha, especificamente da segunda industrialização, o qual transformou certas zonas que antes eram puramente áreas rurais em industriais.
Essas colônias (especialmente as têxteis) são localizadas perto de um rio, porque usam a energia hidráulica para o funcionamento da fábrica, primeiro de forma mecânica e posteriormente com uma turbina gerando eletricidade para as máquinas. Isso aconteceu porque a Catalunha é pobre em carvão e importar era muito caro. Além disso, os rios catalães (com pequeno volume, mas muito inclinados) fornecem uma energia livre e quase inesgotável, faltando apenas em épocas de seca.
Algumas colônias catalãs têm um patrimônio de alto valor arquitetônico, com edifícios de estilo modernista, como a Colônia Güell, e em muitos casos com torres residenciais dos proprietários encomendados a arquitetos de prestígio.

## História
A criação das colônias industriais teve início na segunda metade do século XIX, especialmente a partir de 1870, com as últimas colônias sendo criadas nos primeiros anos do século XX. Assim, as cidades operárias na Catalunha tem 150 anos de história, muito embora, em quase todos os casos, a empresa que originou a colônia fechou. A indústria mais atual é têxtil, com mais de 75 colônias contadas, embora haja também colônias mineras, de metalurgia e de agricultura.
O sistema das colônias industriais começaram a entrar em colapso na década de 1960. As colônias gradualmente perderam habitantes mesmo antes da crise industrial definitiva, que se agravou em 1978. Nos anos 80 e 90 do século XX foram fechadas quase todas as fábricas em colônias industriais. A partir desse momento, muitas colônias se tornaram aldeias independentes de uma empresa, outras foram abandonadas e permanecem sem habitantes. As fábricas foram arrendadas a outras indústrias menores, ou permaneceram vazias.

## Estrutura urbanística das colônias catalãs

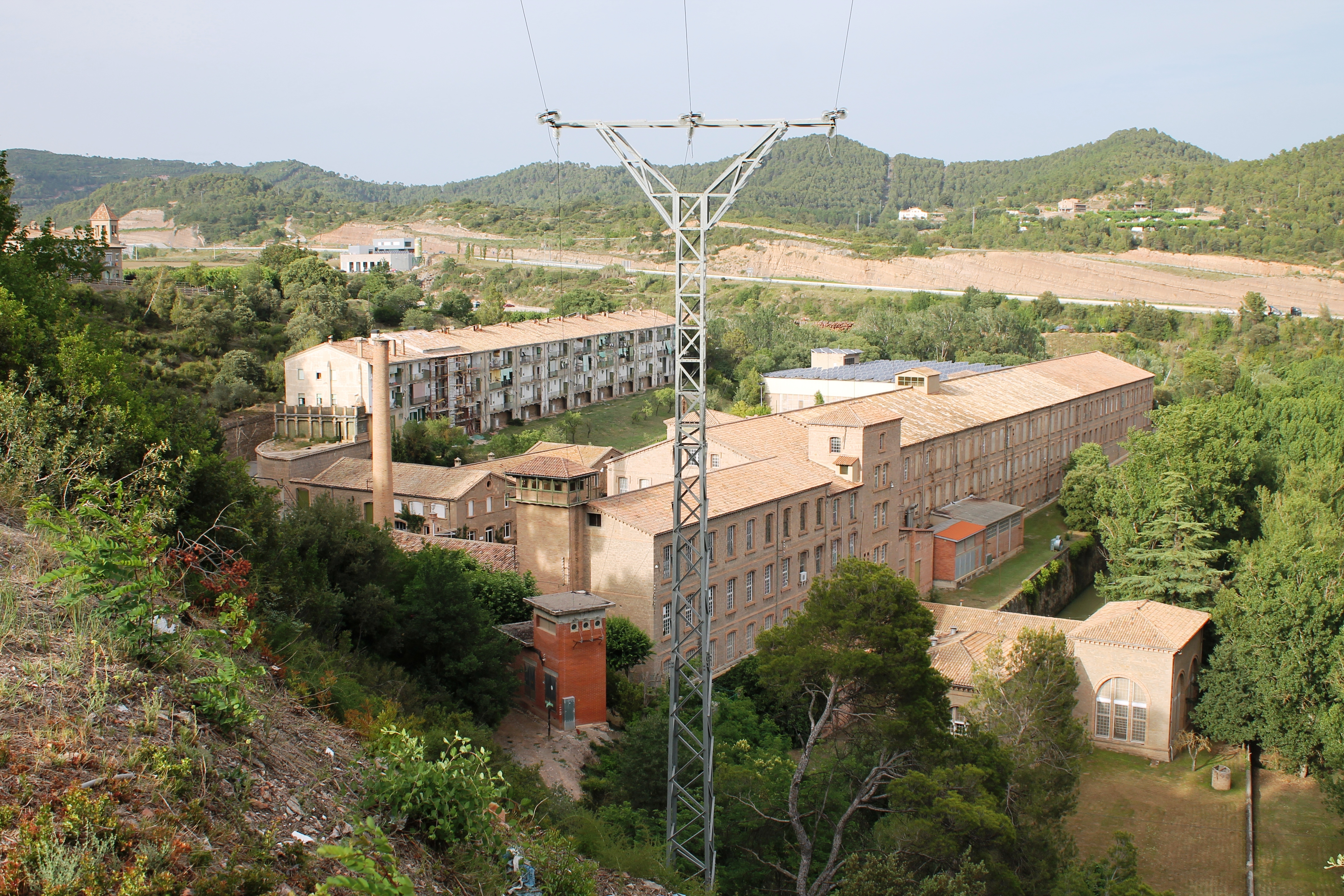
Cal Marçal (Puig-reig)

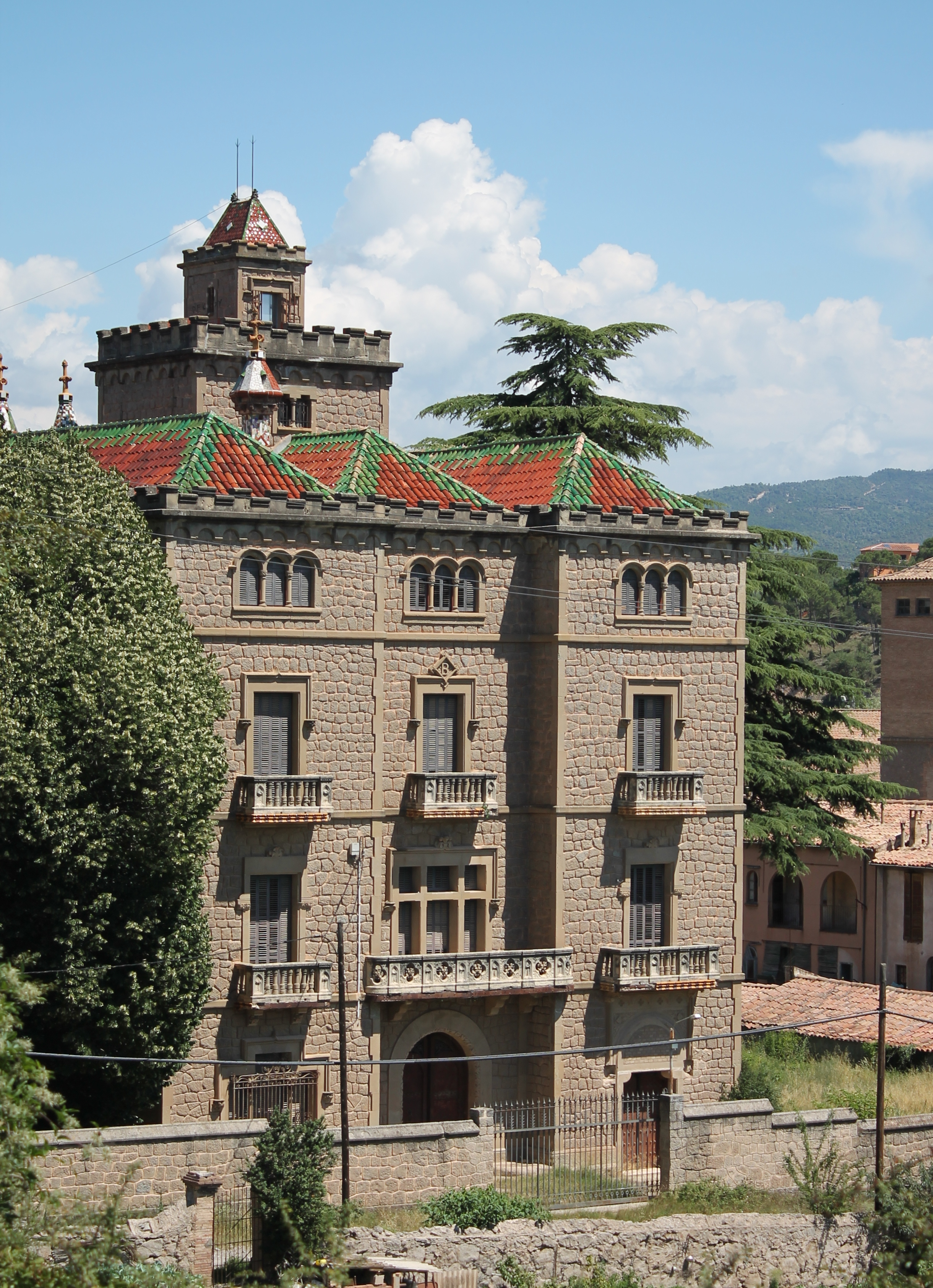
Torre de Cal Bassacs

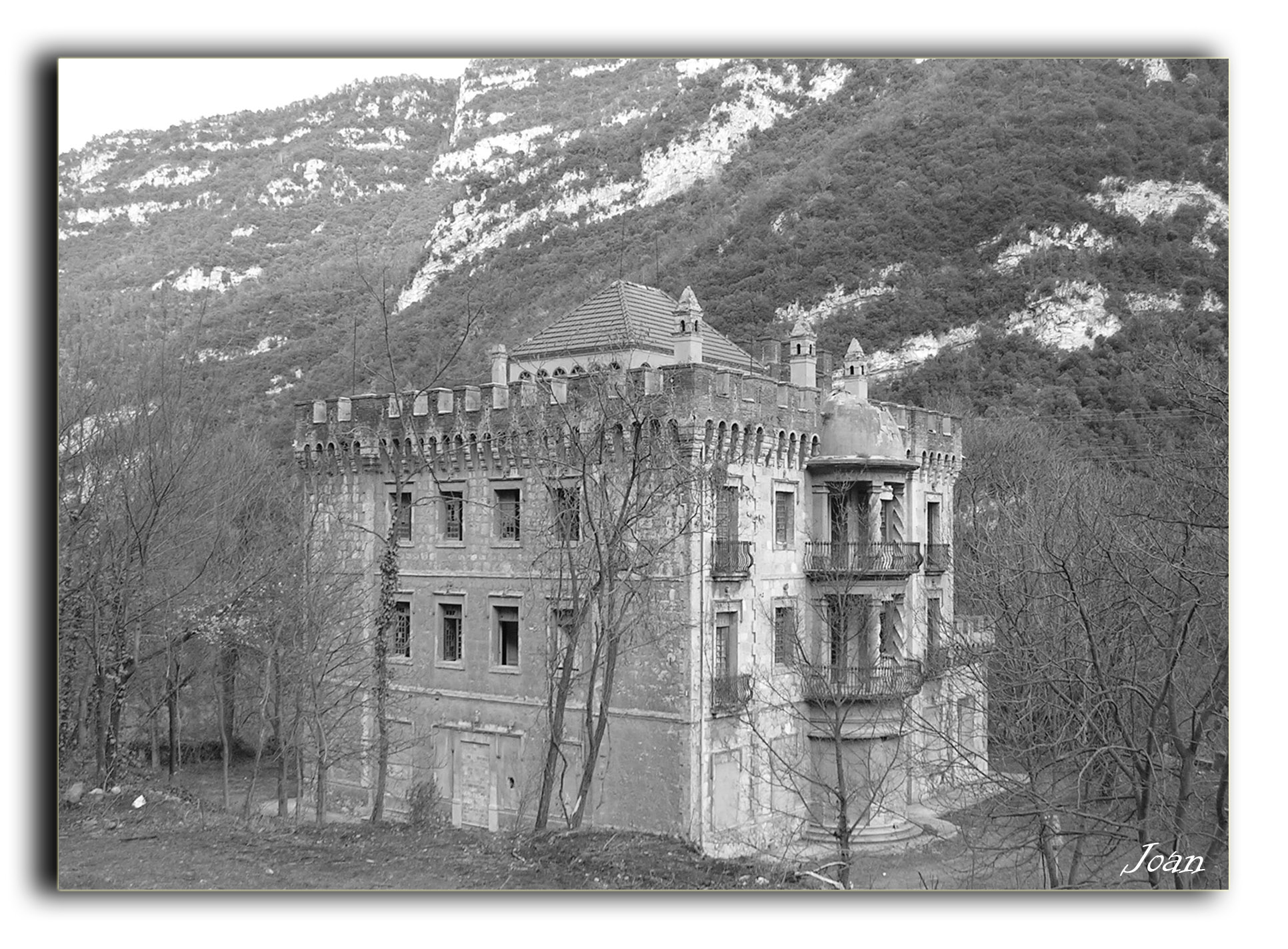
Torre do Conde de Fígols (Cercs)

As áreas de uma colônia industrial podem ser classificadas da seguinte forma: 
1) Espaço de produção (edifícios industriais e de infraestrutura hidráulica): fábrica, oficinas, armazéns, escritórios, canal e represa.
2) Espaço de residência e serviços (colônia operária), que inclui as casas dos trabalhadores e diretivos, por um lado, e serviços de equipamentos, por outro lado: lojas, padaria, café, casino, pensão, teatro, cinema, escolas, convento, residência das meninas-moças trabalhadoras, reitoria, matadouros, farmácia, hortos, galinheiros e currais, campos, estação de trem. 
3) Espaço de domínio (edifícios simbólicos): Torre ou casa do proprietário, igreja, muralha que fecha a colônia.
De acordo com Jordi Clua, a morfologia urbana das colônias industriais catalãs nos permite classificá-las em três grupos de acordo com o número de instalações e das diversas funções dos edifícios e espaços. Assim, a colônia básica seria formada por um espaço de produção e uma área mínima de residência para alguns trabalhadores, com frequência diretivos; a colônia desenvolvida, compreenderia, além do espaço produtivo, uma área de residência e de serviços de tamanho moderado e alguns edifícios simbólicos; e a colônia evoluída seria um núcleo urbano completo, com instalações de produção, espaço residencial e de serviços e um espaço de domínio onde há edifícios simbólicos: a torre e a igreja.
O proprietário da colônia muitas vezes encomendava a construção da torre residencial a um prestigiado arquiteto, para que o edifício se tornasse um símbolo de sua condição social e econômica. São exemplos a torre de Cal Bassacs pelo arquiteto Alexandre Soler Marc, ou a Torre do Conde de Fígols, que imita um castelo medieval. Embora inicialmente esta era para ser a sua residência, logo tornou-se a casa de verão para a família e lugar para dormir quando os proprietários veiam para verificar se tudo funcionou corretamente, já que os proprietários fixaram a residência em Barcelona e delegaram o controle total da fábrica ao diretor, que residia permanentemente na colônia.
É notável como elemento comum da estrutura de muitas colônias evoluídas, a presença de um convento de freiras que desempenhava a função de residência para as moças jovens de fora da colônia que trabalham na fábrica. Este sistema facilita o acesso da força de trabalho feminino, que era a maioria nas fábricas têxteis, impondo alguma ordem no fundo moral e religioso.

## Lista de colônias industriais

### Colônias têxteis
Na Catalunha existem até 75 colônias têxteis, dividida pelos rios que usavam a força motriz como fonte de energia.
- Bacia do Llobregat
  - Llobregat: Colônia Carme (Cercs) , Colônia Rosal (Berga, Avià e Olvan), La Plana (Avià), L'Ametlla de Casserres ou Colônia Monegal (Casserres), Cal Metre (Gironella), Cal Bassacs (Gironella), Viladomiu Vell (Gironella), Viladomiu Nou (Gironella), El Guixaró (Casserres), Cal Prat (Puig-reig), Cal Casas (Puig-reig), Cal Pons (Puig-reig), Cal Marçal (Puig-reig), Cal Vidal (Puig-reig), Cal Riera ou Colônia Manent (Puig-reig), L'Ametlla de Merola (Puig-reig), Colônia Soldevila ou Sant Esteve (Balsareny), La Rabeia (Balsareny), El Molí ou Cal Vinyes (Balsareny), Vilafruns (Balsareny), Cal Berenguer de Cabrianes (Sallent), La fàbrica del Pont de Cabrianes (Sallent), La Fàbrica del Pont Vell ou Fàbrica Vermella  (Sant Fruitós de Bages), La fàbrica de Sant Benet (Navarcles), Colônia Galobard (Navarcles), Colônia can Serra (Castellbell i el Vilar), El Burés (Castellbell i el Vilar), El Borràs (Castellbell i el Vilar), La Bauma (Castellbell i el Vilar), Colônia Gomis (Monistrol de Montserrat), Colônia Sedó (Esparreguera), Can Bros (Martorell), Colônia Güell (Santa Coloma de Cervelló), Colônia Rosés (Cornellà de Llobregat)
  - Cardener: Colônia Palà de Torroella ou Palà Vell  (Navàs), Colônia Valls ou Palà Nou (Sant Mateu de Bages), El Fusteret (Súria), Colônia Antius (Callús), Can Cortès (Callús), Els Comdals (Manresa), Cal Carné (Castellgalí)
  - Calders: Colônia Clarassó (Monistrol de Calders), Colônia Jorba (Calders)
  - Anoia: La Fou ou Colônia Marçal (Cabrera d'Anoia)

- Bacia do Ter
  - Freser: Colônia Recolons (Ribes de Freser), Colônia Fàbregues (Campelles), L'Herand (Campdevànol), Colônia Pernau (Campdevànol), Colônia Molinou (Campdevànol), Colônia Noguera (Ripoll), Colônia Sorribes ou Can Jordana (Ripoll)
  - Ter: Colônia Estabanell ou Matabosch (Camprodon), Colônia Llaudet (Sant Joan de les Abadesses), Colônia Espona (Sant Joan de les Abadesses), Cal Gat ou colônia Jordana (Sant Joan de les Abadesses), Colônia Estamariu ou Colônia Badia (Ripoll), Colônia Agafallops ou Can Botey (Ripoll), Colônia Santa Maria ou el Roig (Ripoll), La Farga de Bebié (Les Llosses-Montesquiu), La Mambla (Orís), Borgonyà (Sant Vicenç de Torelló), Colônia Vila-seca (Sant Vicenç de Torelló), Colônia Imbern ou el Pelut (Orís), Colônia la Coromina (Torelló), Colônia Casacuberta ou Ca l'Escolà (Manlleu), Colônia Rusiñol ou Colônia Remisa (Manlleu), El Dolcet (Manlleu), Colônia Malars (Gurb), Colônia Salou ou Baurier (Masies de Roda), Còdol Dret (Masies de Roda), Colônia Bonmatí (Sant Julià del Llor i Bonmatí)
  - Brugent: Colônia Dussol (Les Planes d'Hostoles), Colônia Majem (Les Planes d'Hostoles)
- Segre: Colônia la Fàbrica (Artesa de Segre)

### Colônias de mineração
- Nas minas de carvão do Alto Llobregat, no Berguedà, foram criadas as colônias de São Cornélio, São José, A Consolação (Cercs), e o Vale de Peguera (Fígols). Também foi criada uma colônia de carvão  nas minas de Ogassa no Ripollès.[1]
- Em Bellmunt del Priorat foi construída uma colônia perto das minas de chumbo.
- No Bages, onde ha uma importante bacia potássica, foram construídas mais recentemente colônias para a extração de potássio nos municípios Cardona, Súria (a Colônia de Santa Maria), Balsareny (colônia Vilafruns) e Sallent (colônia la Butjosa).

### Colônias de fabricaçao de cimento
- Clot del Moro (Castellar de n'Hug) e El Collet (Guardiola de Berguedà).

### Colônias metalúrgicas
- La Farga Casanova em Campdevànol e  Colônia Lacambra em Les Masies de Voltregà.

### Colônias agrícolas
- Graugés, no municipio de Avià, no Berguedà
- Colônias agrícolas Casanovas e Ricarda no municipio de El Prat de Llobregat.